# 4624 Stefani
4624 Stefani è un asteroide della fascia principale. Scoperto nel 1982, presenta un'orbita caratterizzata da un semiasse maggiore pari a 3,0578718 au e da un'eccentricità di 0,2064547, inclinata di 2,63294° rispetto all'eclittica.
L'asteroide è dedicato a J. Stefani Salazar, nipote della scopritrice.